# バスケットボールイラン代表
バスケットボールイラン代表(Iran national basketball team)は、イランバスケットボール連盟によって国際大会に派遣されるバスケットボールのナショナルチームである。

## 来歴

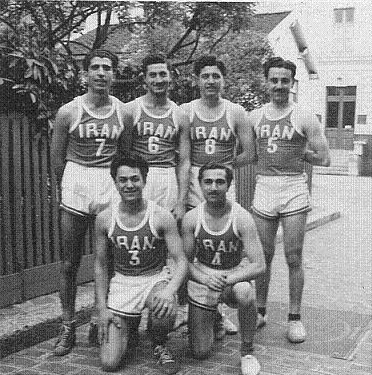
1948年ロンドンオリンピックでのイラン代表チーム

1948年ロンドンオリンピックでオリンピック初出場。1951年アジア競技大会で銅メダルを獲得。アジア選手権には1973年に初出場。以後しばらくはアジアでも上位に進出することは稀であった。
2006年にキリンカップ・バスケットボールで来日し1勝2敗と負け越したが、同年のドーハアジア大会では日本を下して銅メダルを獲得している。
翌2007年にはアジア選手権で初優勝を達成し、2008年北京オリンピックに60年ぶりに出場。
2009年アジア選手権で2連覇を果たし、2010年バスケットボール世界選手権に初出場。
2011年アジア選手権は準々決勝で敗れ、2012年ロンドンオリンピックの出場は逃した。
2013年アジア選手権で3度目の優勝を達成し、2014年FIBAバスケットボール・ワールドカップ（旧世界選手権）には2大会連続で出場。ワールドカップではエジプト戦で勝利した。
2014年アジア大会は、決勝で韓国相手に敗れ銀メダル。
2015年FIBAアジアカップは、グループステージで日本相手に86-48のスコアで勝利するなど3戦全勝で突破を決めた。準々決勝は韓国相手に勝利し、準決勝進出を決めた。準決勝では中国相手に敗れ3位決定戦に回る。3位決定戦ではグループステージでも対戦した日本との対戦となったが、68-63のスコアで勝利した。大会のオールスターファイブに3位決定戦の日本戦で35得点を記録するなど活躍を見せたサマド・ニックハ・バーラミが選出された。
2017年FIBAアジアカップは、決勝でオーストラリア相手に敗れ準優勝。大会MVPにハメッド・ハッダディが選出され、オールスターファイブにハッダディ、モハンマド・ジャムシディが選出された。
2018年アジア大会は、準々決勝で日本を93-67、準決勝で韓国を80-68のスコアで破り決勝に進出。決勝では中国相手に72-84のスコアで敗れ銀メダル。
2019年ワールドカップ予選はオーストラリア、日本に次ぐ予選グループ内3位で突破。ワールドカップ本大会はグループリーグで3連敗を喫したが、順位決定戦で2勝した。最終順位で中国を得失点差で上回ってFIBAアジア加盟国1位となり、東京オリンピック出場権を獲得。
2021年7月開幕の東京オリンピックは、チェコ、アメリカ、フランス相手に3連敗を喫した。

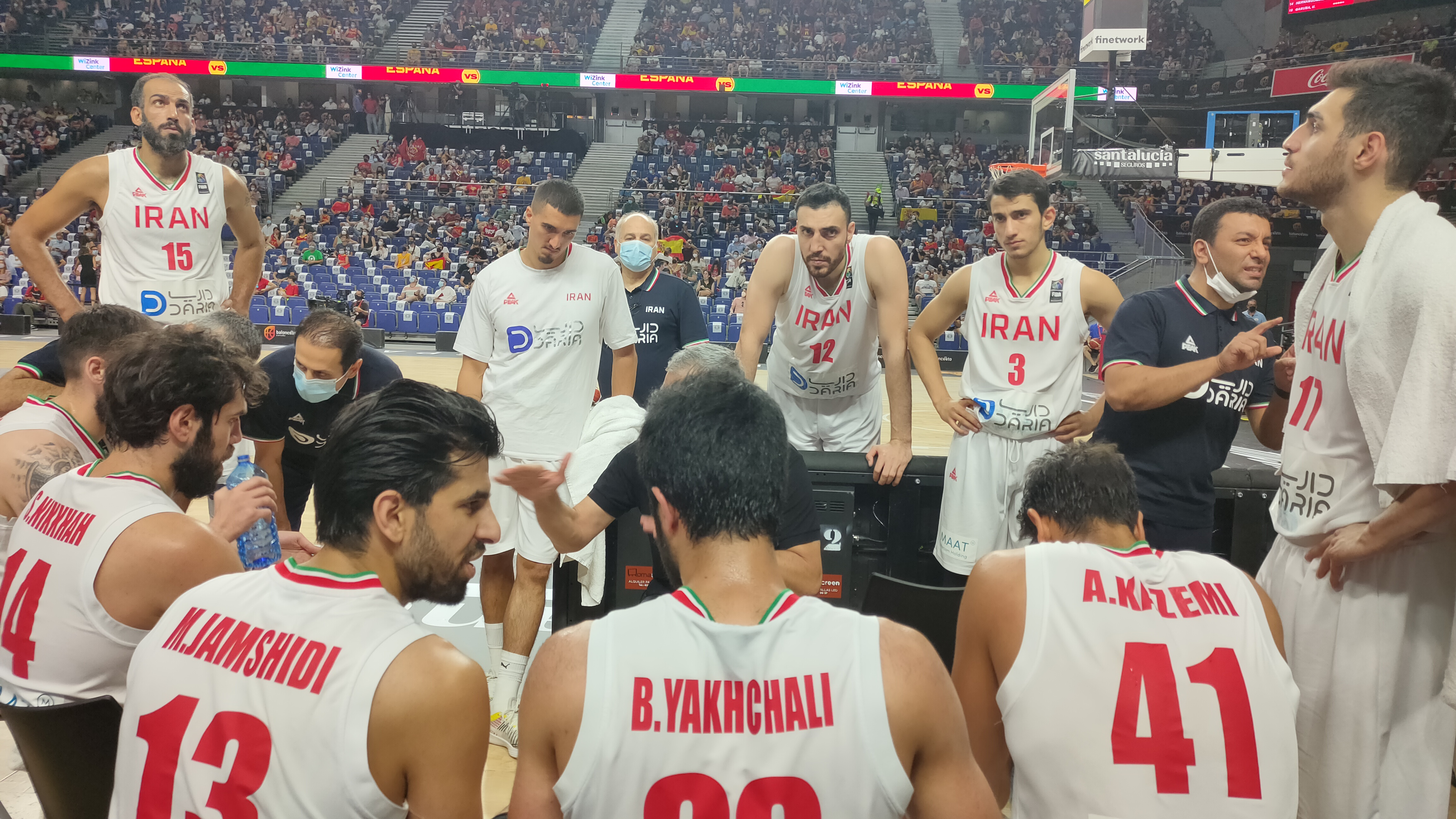
2021年7月に行われたスペイン代表との試合でのイラン代表チームの様子

2022年FIBAアジアカップは、グループステージで日本相手に勝利するなど3戦全勝で突破を決める。しかし準々決勝でヨルダン相手に敗れた。大会最終順位は5位。
2023年ワールドカップは、グループリーグと順位決定戦の全ての試合で敗れた。2023年ワールドカップ後に行われたアジア大会は、5位。
2025年FIBAアジアカップは、グループステージで日本相手に78-70のスコアで勝利するなど3戦全勝で突破を決める。準々決勝ではチャイニーズ・タイペイとの対戦となったが、前半終了時点で26-42と劣勢な展開だったが、試合残り3分を切った時間帯に同点に追い付くと、試合最終盤に勝ち越し劇的な大逆転勝利で準決勝進出を決めた。準決勝ではオーストラリアとの対戦となったが、第1クォーターこそ接戦を演じたがその後は圧倒され48-92のスコアで大敗し、3位決定戦に回ることとなった。3位決定戦はニュージーランドとの対戦となったが、モハンマド・アミニが欠場という状況下であったが、79-73のスコアで勝利した。大会のオールスターファイブにモハマドシナ・バヘディが選出された。
上述の通り2015年以降に日本とアジアの主要大会において対戦した際には全ての試合に勝利しており、相性の良さを見せている。

## 主な国際大会成績

### 夏季オリンピック
| Year | 順位 | 試合 | 勝 | 敗 |
| ---- | ---- | ---- | -- | -- |
| 1948 | 14位 | 7    | 2  | 5  |
| 2008 | 11位 | 5    | 0  | 5  |
| 2020 | 12位 | 3    | 0  | 3  |

### FIBAワールドカップ
- 2010 - 19位
- 2014 - 20位
- 2019 - 23位

### FIBAアジアカップ
- 1960 不出場
- 1963 不出場
- 1965 不出場
- 1967 不出場
- 1969 不出場
- 1971 不出場
- 1973 5位
- 1975 不出場
- 1977 不出場
- 1979 不出場

- 1981 8位
- 1983 5位
- 1985 8位
- 1987 不出場
- 1989 5位
- 1991 6位
- 1993 4位
- 1995 10位
- 1997 8位
- 1999 不出場

- 2001 不出場
- 2003 5位
- 2005 6位
- 2007 優勝
- 2009 優勝
- 2011 5位
- 2013 優勝
- 2015 3位
- 2017 準優勝

### アジア競技大会
- 1951年 － 3位
- 1954年 － 不出場
- 1958年 － 不出場
- 1962年 － 不出場
- 1966年 － 7位
- 1970年 － 7位
- 1974年 － 6位
- 1978年 － 不出場
- 1982年 － 不出場
- 1986年 － 不出場

- 1990年 － 7位
- 1994年 － 8位
- 1998年 － 7位
- 2002年 － 不出場
- 2006年 － 3位
- 2010年 － 3位
- 2014年 - 準優勝
- 2018年 - 準優勝

### FIBAアジアチャレンジ
- 優勝（2012年、2014年）

### ユーロバスケット
- 1959年 - 17位

## 現在の代表選手
2025年FIBAアジアカップのロスター
- モハマドシナ・バヘディ
- アルサラン・カゼミ
- モビン・シェイキ
- モハンマド・アミニ
- ナビド・レザイファル
- モハンマド・マディ・ヘイダリ
- マティン・アガジャンプール
- モハンマド・ラヒミ
- ハッサン・アリアクバリ
- サラル・モンジ
- セイエド・マディ・ジャファリ

## 歴代代表選手
- ハメッド・ハッダディ
- サマド・ニックハ・バーラミ

- アルサラン・カゼミ
- モハマドシナ・バヘディ
- フィリップ・プジャン・ジャラルプール
- ベフナム・ヤフチャリデコルディ
- マイケル・ロスタンプール
- アーロン・ゲラミプル
- マティン・アガジャンプール
- メイサム・ミルザイ
- ハッサン・アリアクバリ
- ジャラル・アガミリ
- ナビド・レザイファル
- モハンマド・アミニ

## 歴代代表ヘッドコーチ
- ルカ・パヴィチェヴィッチ（2015）
- ダーク・バウアーマン (2015-2017)
- メヘラン・シャヒンタブ (2018-2021)
- ハカン・デミル (2023-2024)
- ソティリス・マノロプーロス (2024-)